# Liste der Wappen in der Provinz Drenthe
Die Liste der Wappen der Provinz Drenthe zeigt die Wappen der Gemeinden in der niederländischen Provinz Drenthe.

## Drenthe

Drenthe
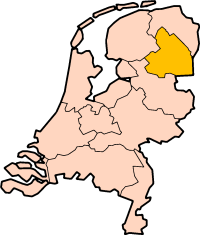
Lage der Provinz Drenthe in den Niederlanden

## Wappen der Gemeinden

Aa en Hunze
Assen
Borger-Odoorn
Coevorden
Emmen
Hoogeveen
Meppel
Midden-Drenthe
Noordenveld
Tynaarlo
Westerveld
De Wolden